# 음력 4월 20일
음력 4월 20일은 음력 4월의 20번째 날이다.

## 문화
- 1992년 - 서울 지하철 2호선 양천구청역 ~ 신도림역 구간 개통.
- 2002년 -
  - 대한민국과 일본에서 제17회 FIFA 월드컵 개막.
  - 대한민국에서 제주방송(JIBS) 텔레비전 개국.

## 탄생
- 1943년 - 대한민국의 종교인 이재록.
- 1959년 - 대한민국의 배우 한영수.
- 1977년 - 대한민국의 배우 최민용.
- 1991년 - 대한민국의 배우 진소연.
- 2003년
  - 대한민국의 배우 전민서.
  - 대한민국의 축구 선수 김용학.
  - 대한민국의 사격 선수 양지인.

## 사망
- 1504년 - 조선 중기의 왕족 출신 문신, 유학자 이유령

## 같이 보기
- 음력 360일: 1월 2월 3월 4월 5월 6월 7월 8월 9월 10월 11월 12월
- 전날:4월 19일 다음날:4월 21일 - 전달:3월 20일 다음달:5월 20일
- 양력:4월 20일
- 음력, 윤달